# Comune di Ringsted
Il comune di Ringsted è un comune danese situato nella regione della Selandia con sede amministrativa nella cittadina omonima.
Il comune, costituito nel 1970, è rimasto invariato in seguito alla riforma amministrativa del 2007.

## Centri abitati
I centri abitati principali del comune sono:
- Ringsted (24 142)
- Jystrup (840)
- Ørslev (662)

## Amministrazione

### Gemellaggi
- Gyöngyös